# Dannette Young-Stone
Dannette Young-Stone (Dannette Louise Young-Stone, geb. Young; * 6. Oktober 1964 in Jacksonville, Florida) ist eine ehemalige US-amerikanische Sprinterin.
1987 gewann sie bei der Universiade Bronze über 200 Meter.
Bei den Olympischen Spielen 1988 in Seoul wurde sie im Vorlauf der 4-mal-100-Meter-Staffel eingesetzt und trug so zum Gewinn der Goldmedaille durch das US-Team bei.
Jeweils über 200 Meter wurde sie Vierte beim Weltcup 1989 in Barcelona und Sechste bei den Weltmeisterschaften 1991 in Tokio.
Bei den Olympischen Spielen 1992 in Barcelona lief sie in der Vorrunde der 4-mal-400-Meter-Staffel und trug so zum Gewinn der Silbermedaille durch die US-Mannschaft bei.
1993 wurde sie bei den Weltmeisterschaften in Stuttgart Achte über 200 Meter, und bei den Olympischen Spielen 1996 in Atlanta erreichte sie über dieselbe Distanz das Halbfinale.
1989 wurde sie US-Meisterin über 200 Meter.

## Persönliche Bestzeiten
- 100 m: 11,06 s, 15. Juni 1996, Atlanta
- 200 m: 22,18 s, 23. Juni 1996, Atlanta
  - Halle: 22,71 s, 2. März 1996, Atlanta
- 400 m: 50,46 s, 24. Juni 1992, New Orleans